# Sutera
Sutera es una comuna siciliana de 1.639 habitantes de la provincia de Caltanissetta. Su superficie es de 35 km². Su densidad es de 47 hab/km². Las comunas limítrofes son Acquaviva Platani, Bompensiere, Campofranco, Casteltermini (AG), Milena, y Mussomeli.

## Geografía
- Altitud: 502 metros.
- Latitud: 37º 31' 00" n
- Longitud: 013º 43' 59" E

## Evolución demográfica
| Gráfica de evolución demográfica de Sutera entre 1861 y 2001 |
|                                                              |
| Fuente ISTAT - elaboración gráfica de Wikipedia              |

- Datos: Q477789
- Multimedia: Sutera (Italy) / Q477789

1. ↑  Worldpostalcodes.org, código postal n.º 93010.
2. ↑  «Codici Catastali». Comuni-italiani.it (en italiano). Consultado el 29 de abril de 2017.